# Calycocarpum lyonii
Calycocarpum lyonii är en tvåhjärtbladig växtart som först beskrevs av Frederick Traugott Pursh, och fick sitt nu gällande namn av Thomas Nuttall och Asa Gray. Calycocarpum lyonii ingår i släktet Calycocarpum och familjen Menispermaceae. Inga underarter finns listade i Catalogue of Life.